# Mohamad Al-Obeid
Mohamad Al-Obeid (ar. محمد العبيد;ur. 22 marca 2003) – syryjski zapaśnik walczący w stylu klasycznym.
Brązowy medalista igrzysk panarabskich w 2023. Dziewiąty na mistrzostwach Azji w 2024. Dwunasty na igrzyskach śródziemnomorskich w 2022. Wicemistrz arabski w 2023. Drugi na mistrzostwach arabskich juniorów w 2022 roku. 